# George Town (Bahamas)
George Town es una ciudad ubicada en la isla de Gran Exuma en las Bahamas. Tenía una población de 2 488 habitantes según estimaciones de 2012.
El Edificio de Gobierno es una popular atracción turística inspirada en la arquitectura de la Casa de Gobierno de Nasáu. Las aguas profundas del puerto de Elizabeth son un lugar popular para los viajeros del mar. Los piratas utilizaron el puerto en el siglo XVII y los propietarios de plantaciones de Virginia establecieron la ciudad en el siglo XVIII. Durante la Segunda Guerra Mundial, la Marina de los Estados Unidos utilizó el puerto.
Los servicios en George Town incluyen tiendas, restaurantes, licorerías, una gasolinera, compañías de seguros, iglesias, escuelas, una comisaría, un hospital y varias otras pequeñas empresas, junto con la oficina de las empresas de  telecomunicaciones BTC y Aliv, el hotel Peace & Plenty, y una pequeña biblioteca. En 2015, el histórico mercado de paja de la ciudad se incendió y se quemó debido a una falla eléctrica y no había camiones de bomberos disponibles para combatir el incendio.
El lago Victoria se encuentra en el centro de George Town, en cuyos bordes hay una empresa de alquiler de botes, una rampa para botes y un muelle adyacente a una de las tiendas de comestibles de la ciudad. El acceso al agua al lago Victoria desde el puerto de Exuma se encuentra debajo de un pequeño puente en el centro de la ciudad.
George Town depende en gran medida del turismo como fuente de ingresos para sus negocios y residentes, y organiza una "recepción de residentes de invierno" anual para dar la bienvenida a los residentes de temporada y a los navegantes.
George Town alberga la National Family Island Regatta de las Bahamas todos los años, pero por primera vez en 67 años se canceló en 2020 debido a preocupaciones por el COVID-19. El maratón anual Run for Pompey también es una importante atracción turística que se celebra anualmente y comienza y termina en George Town, pero debido al COVID-19 se llevó a cabo como una carrera virtual.